# Hôtel de Garidel-Thoron
L'Hôtel de Garidel-Thoron est un hôtel particulier situé au n° 12 rue d'Italie, à Aix-en-Provence, dans la région Provence-Alpes-Côte d'Azur, France.

## Construction et historique
Pierre de Garidel, docteur en droit et avocat au parlement de Provence, conseiller au siège général d’Aix, fait construire l’hôtel Garidel, probablement vers 1650. Il sera conservé par ses descendants (notamment le célèbre botaniste Pierre Joseph Garidel).

## Architecture
L'hôtel est remanié au XVIIIe siècle et au XIXe siècle; la cage d'escalier présente une belle ferronnerie de style Louis XV.
La façade date du XIXe siècle.